# Rodrigo Fernández de Narváez
Rodrigo Fernández de Narváez (Baeza, siglo xiv-ib., 1422) fue un obispo castellano que lo fue de la diócesis de Jaén.

## Biografía
Fue bautizado en la parroquia de Santa María del Alcázar, era descendiente de Sancho Ruiz de Narváez, por lo que era miembro de la nobleza y, como tal, entendido en el manejo de armas y de las técnicas del combate.

### Carrera eclesiástica y pontificado
- Antes de ser nombrado obispo había sido arcediano de Jaén.
- En 1407 dirigió la ruptura del cerco de la ciudad de Jaén contra el asedio de los musulmanes.
- En 1411 instituyó la hermandad del Cristo de La Yedra.[2]
- El 8 de junio de 1417 fue nombrado mediante una bula papal «conservador de los derechos y privilegios» del convento de Santa Clara la Real de Toledo,[3] aunque esa responsabilidad recaería también en el deán de la catedral de Toledo y en fray Juan Enríquez, obispo de Lugo y bisnieto del rey Alfonso XI de Castilla.[4]
- Asistió al concilio de Constanza.
- Erigió la colegiata de Santa María del Alcázar en el mismo templo parroquial de su bautismo.

### Fallecimiento y sepultura
Falleció a principios de 1422 y fue sepultado en la colegiata que él mismo había fundado. Su sepulcro se conserva hoy en la parroquia de Santa María del Alcázar y San Andrés, adonde se trasladó la colegiata en el siglo xviii por ruina de su templo original.   

## Escudo prelaticio
Usó como tal sus armas familiares, a saber: de gules a las cinco flores de lis de plata en sotuer. El único ejemplar monumental conservado forma parte del retablo heráldico que decora la torre de la catedral de Baeza.
| Predecesor: Nicolás de Biedma | Obispo de Jaén 1383 - 1422 | Sucesor: Gonzalo de Stuñiga |